# Machaeraptenus sordidipennis
Machaeraptenus sordidipennis là một loài bướm đêm thuộc phân họ Arctiinae, họ Erebidae.